# Susan B. Anthony
Susan Brownell Anthony (Adams, 15 febbraio 1820 – Rochester, 13 marzo 1906) è stata una saggista, attivista e pioniera dei diritti civili statunitense, che svolse un ruolo cruciale nel movimento per l'emancipazione delle donne del XIX secolo, volto ad assicurare il diritto di suffragio alle donne negli Stati Uniti. Viaggiò estesamente negli Stati Uniti ed in Europa, tenendo dai 75 ai 100 discorsi all'anno sui diritti delle donne per quasi 45 anni. Deceduta a Rochester, New York, all'età di 86 anni, venne sepolta al Mount Hope Cemetery.

## Gli inizi
Susan Brownell Anthony nacque e crebbe ad Adams, Massachusetts (West Grove), seconda di 8 figli, dimostrando fin da piccola una precoce intelligenza. I suoi genitori, Daniel Anthony e Lucy Read, erano di religione quacchera ma di mentalità assai aperta e progressista: nel 1826, infatti, in seguito alla scissione dei Quaccheri tra due schieramenti, liberali e conservatori, la famiglia Anthony aderì rapidamente al primo gruppo. L'influenza della famiglia fu decisiva nella formazione della Anthony. Daniel impartì infatti ai suoi figli un'educazione sobria e austera, ma non rigida né moralista, incoraggiando il pieno sviluppo di personalità autonome, basate su valori profondi e sulla fiducia nella propria autostima.

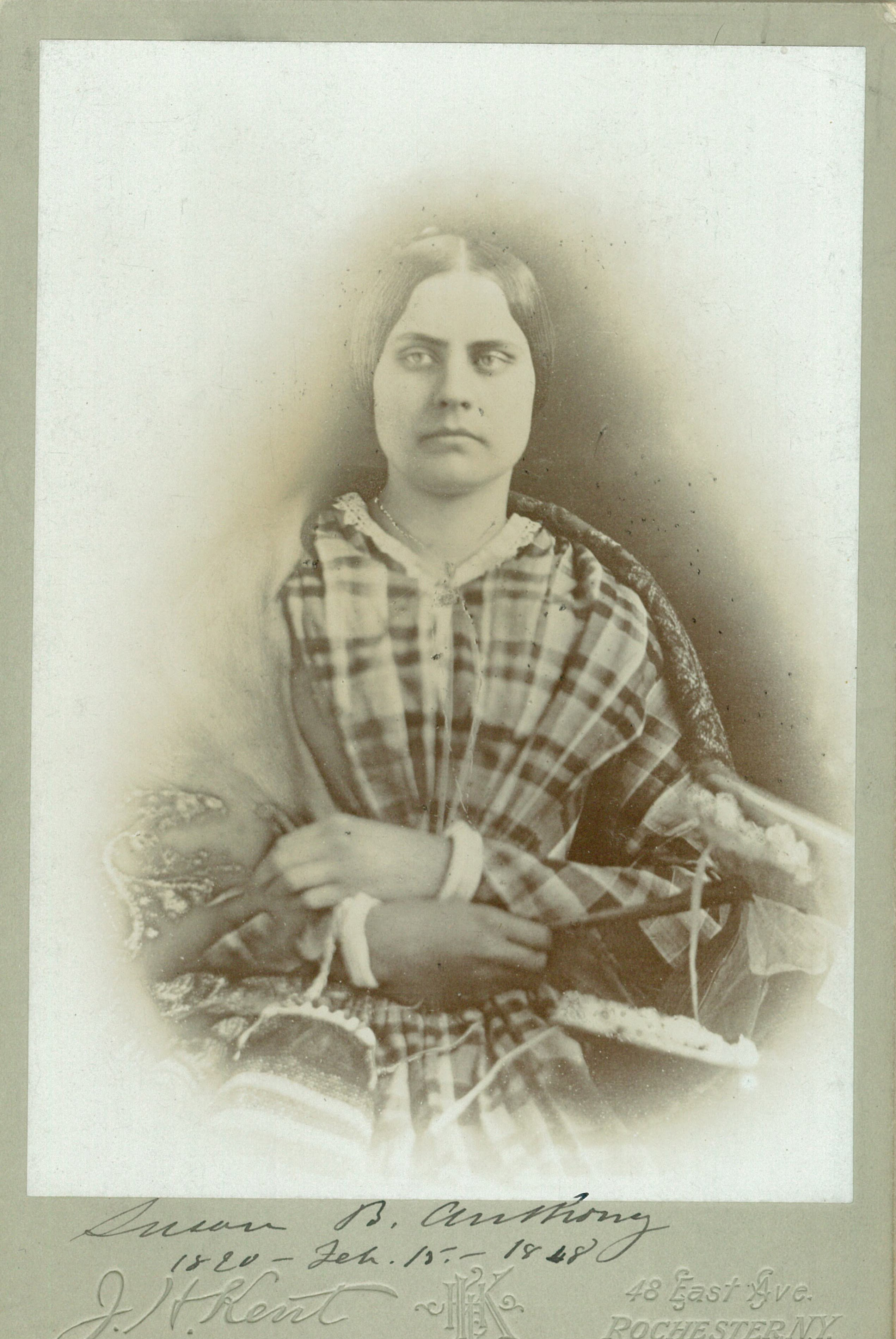
Susan Brownell Anthony, all'età di 28 anni.

Nel 1826, quando Susan aveva sei anni, la sua famiglia si trasferì dal Massachusetts a Battenville, nello stato di New York. Susan fu iscritta in una scuola locale di quartiere, dove però, essendo femmina, le veniva impartita un'istruzione di livello scarso e inferiore a quella dei maschi. Suo padre allora, convinto assertore del valore della cultura, la trasferì immediatamente in una scuola domestica di gruppo, dove le insegnò egli stesso. Mary Perkins, un'altra insegnante, trasmise a Susan un'immagine progressista della condizione femminile, rafforzando ulteriormente la sua crescente convinzione nell'eguaglianza delle donne.
In 1837, la Anthony fu mandata al Deborah Moulson's Female Seminary, un collegio quacchero di Filadelfia, che mal sopportava. Ben presto però fu costretta a lasciarlo, a causa della rovina finanziaria che colpì la sua famiglia (come molte altre) durante il Panico del 1837 e dalla quale gli Anthony faticarono a riprendersi.
Come conseguenza, nel 1839 la famiglia si trasferì ad Hardscrabble (in seguito chiamata Center Falls), vicino a New York, e l'anno successivo Susan lasciò la casa per andare ad insegnare ed aiutare così a pagare i debiti di suo padre. Proprio la sua esperienza di insegnante (divenne Preside della sezione femminile di una scuola di New Rochelle), la portò a lottare per salari equivalenti a quelli degli insegnanti maschi, dal momento che gli uomini guadagnavano grosso modo quattro volte più delle donne per le stesse mansioni. Susan era una donna dalla mentalità progressista. Partecipò alla convenzione dei diritti delle donne tenutasi nell'agosto 1848, due settimane dopo la storica Convenzione di Seneca Falls, e firmò la Dichiarazione dei Sentimenti della convenzione di Rochester.
Da giovane, la Anthony era molto insicura del suo aspetto fisico e delle sue capacità oratorie, tanto che evitò a lungo di parlare in pubblico. Malgrado queste insicurezze, divenne una celebre presenza pubblica, riuscendo infine ad assumere la guida del movimento femminile. Come molte fra le prime attiviste per i diritti civili, impegnate anche per la protezione degli animali, la Anthony era vegetariana.

## Opinioni sulla religione
Nel 1849, all'età di ventinove anni, la Anthony abbandonò l'insegnamento e si trasferì nella fattoria di famiglia a Rochester, New York. Cominciò a prendere parte a convenzioni e raduni legati al movimento per la temperanza e frequentò la locale Chiesa unitaria, cominciando a distaccarsi dai Quaccheri, in parte a causa dei comportamenti ipocriti che aveva frequentemente riscontrato in molti predicatori della setta (ad esempio l'abuso di alcol). Invecchiando, si allontanò sempre di più dalla religione organizzata in generale, attirandosi la condanna di vari gruppi religiosi cristiani per i suoi atteggiamenti irreligiosi.
Anche se era stata cresciuta come quacchera, la sua eredità religiosa era mista; da parte della madre, la nonna era battista e il nonno universalista. Suo padre era un quacchero radicale che non sopportava le restrizioni della sua congregazione più conservatrice. Quando alla fine degli anni Venti del XIX secolo i quaccheri si divisero in Ortodossi e Hicksiti, la sua famiglia si schierò con gli Hicksiti, che la Anthony descrive come “il lato radicale, l'unitariano”.

## Il primo attivismo sociale
Nel decennio prima della Guerra di secessione americana, la Anthony assunse un ruolo di spicco nel movimento anti-schiavista e, soprattutto, in quello per la temperanza di New York (nel 1849, a 29 anni, divenne la segretaria delle Figlie della Temperanza), che le offrì la sua prima, importante ribalta pubblica.

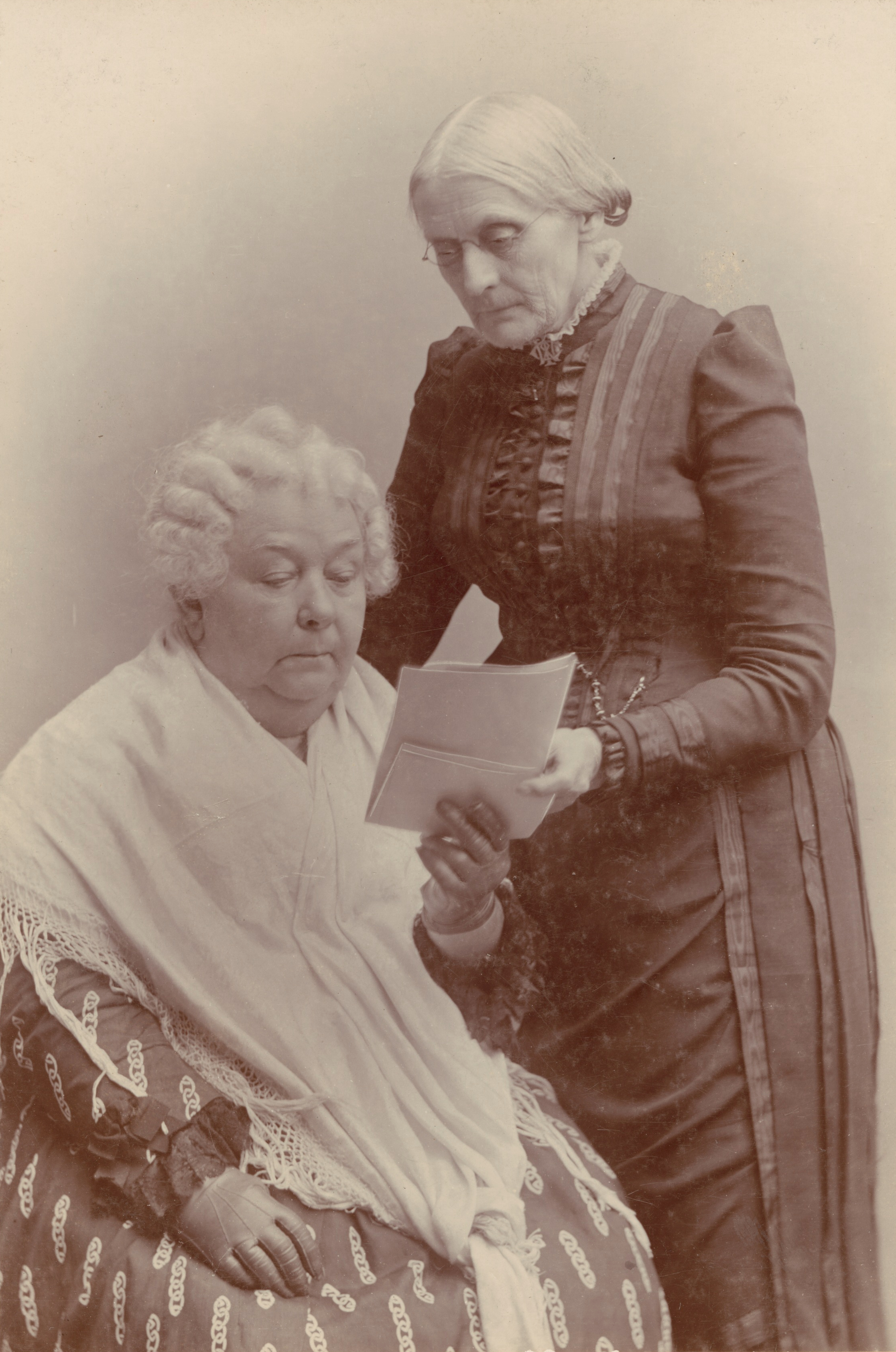
La Anthony (in piedi) con Elizabeth Cady Stanton.

Nel 1851 conobbe l'altra famosa femminista Elizabeth Cady Stanton, insieme alla quale organizzò la prima società femminile statale per la temperanza in America, dopo che lo stesso anno, proprio in quanto donna, le era stata rifiutata l'ammissione ad una precedente convenzione. Sebbene la Stanton rivendicasse una più ampia e radicale piattaforma dei diritti delle donne, lei e la Anthony rimasero grandi amiche e colleghe per tutta la vita. Insieme attraversarono gli Stati Uniti tenendo discorsi e tentando di persuadere il governo che uomini e donne dovevano essere trattati in modo uguale nella società.
Dopo la prima convenzione americana dei diritti delle donne, la Convenzione di Seneca Falls, svoltasi il 19 e 20 luglio 1848 a Seneca Falls, Susan prese attivamente parte alla successiva convenzione di Syracuse, nel 1852, cominciando ad ottenere vasta notorietà come potente sostenitrice pubblica dei diritti delle donne e nuova, attiva voce per il cambiamento.
Nel 1856 la Anthony tentò ulteriormente di unificare il movimento per i diritti degli Afroamericani e quello per i diritti delle donne, unendosi alla American Antislavery Society di William Lloyd Garrison. Parlando alla Nona Convenzione dei diritti delle donne il 21 maggio 1859, chiese: "Dove, in base alla nostra Dichiarazione d'indipendenza, l'uomo sassone trae il suo potere di privare tutte le donne e i negri dei loro inalienabili diritti?".
Nel 1869 Susan entrò in conflitto con il suo amico di vecchia data Frederick Douglass, anch'egli famoso attivista, a causa della posizione assunta dall'Associazione per gli uguali diritti. Pur avendo originariamente combattuto per il diritto al suffragio sia dei neri che delle donne, infatti, l'Associazione votò a favore del XV emendamento della Costituzione, che concedeva il diritto di voto ai neri ma non alle donne. Delusa da tale atteggiamento, la Anthony decise da allora di dedicarsi quasi esclusivamente alla lotta a favore dei diritti delle donne.
Il 1º gennaio 1868 la Anthony diede alle stampe il primo numero del settimanale The Revolution. Pubblicato a New York, il suo motto era: "La vera Repubblica — gli uomini, i loro diritti e niente di più; le donne, i loro diritti e niente di meno." Basato sulla collaborazione tra Susan ed Elizabeth Cady Stanton (che svolgevano i principali ruoli direttivi), The Revolution mirava a promuovere il diritto al suffragio delle donne e degli afroamericani, ma si occupava anche di molti altri temi sociali, come il diritto ad un salario equo, leggi più liberali per il divorzio e la posizione della Chiesa sulle questioni femminili. Il giornale era sostenuto dal ricco attivista indipendente George Francis Train, che fornì 600 dollari in fondi iniziali.
La Anthony utilizzò The Revolution come veicolo nella sua crociata a favore dell'uguaglianza, scrivendo con passione su vari temi legati ai diritti delle donne.

## Le organizzazioni per il suffragio nazionale
Nel 1869 la Anthony e la Stanton fondarono l'Associazione nazionale per il suffragio delle donne (National Women's Suffrage Association, NWSA), un'organizzazione che si batteva per il suffragio delle donne. Susan fu vicepresidente della NWSA dalla fondazione fino al 1892, quando divenne presidente.
Nei primi anni di vita della NWSA, la Anthony tentò di conquistare le donne del movimento operaio alla causa suffragista, ma con scarso successo. Ella e la Stanton parteciparono come delegate alla convenzione del 1868 dell'Unione nazionale del lavoro (National Labor Union, la prima confederazione sindacale nazionale degli Stati Uniti). La Anthony, tuttavia, si alienò inavvertitamente il movimento operaio, non solo perché il suffragio era visto come un interesse delle donne del ceto medio piuttosto che di quelle della ceto operaio, ma perché incoraggiò apertamente le donne a raggiungere l'indipendenza economica entrando nell'industria tipografica, dove però all'epoca i lavoratori maschi erano in sciopero. A causa di questa vicenda, Susan fu in seguito espulsa dall'Unione nazionale del lavoro.
Nel 1890 la Anthony orchestrò la fusione della NWSA con la più conservatrice Associazione americana per il suffragio femminile (American Woman Suffrage Association, AWSA), creando l'Associazione nazionale americana per il suffragio femminile (National American Woman Suffrage Association, NAWSA). Fu un'operazione assai controversa, in quanto Susan, per garantirsi il risultato, fece volutamente approvare la fusione da un comitato ristretto, anziché mediante una consultazione aperta a tutti i membri della NWSA come prevedeva lo statuto.
La sua scelta di perseguire alleanze con i suffragisti moderati e conservatori creò a lungo tensioni tra lei e i suffragisti più radicali come la Stanton. La Anthony era fortemente convinta che un approccio moderato piuttosto che radicale nella causa per i diritti delle donne fosse più realistico e, di conseguenza, alla lunga più proficuo per le stesse donne. La sua strategia era di unire il movimento suffragista ogni volta che fosse possibile e di concentrarsi poi strettamente sulla conquista del voto, rinviando temporaneamente altri sforzi collegati ai diritti delle donne, al fine di focalizzare l'attenzione su un'unica causa. La Stanton criticò apertamente questa posizione, scrivendo che la Anthony e la leader della AWSA Lucy Stone "vedono solamente il suffragio. Non vedono la schiavitù religiosa e sociale della donna." La Anthony replicò: "Contiamo oltre 10.000 donne e ciascuna ha delle opinioni... possiamo tenerle insieme per lavorare a favore del diritto di voto soltanto mettendo da parte i loro capricci e i loro pregiudizi su altri temi." La creazione della NAWSA effettivamente emarginò gli elementi più radicali all'interno del movimento delle donne, inclusa la Stanton. La Anthony si batté perché quest'ultima fosse eletta come prima presidente della NAWSA e si schierò al suo fianco quando fu messa in minoranza dalle ampie fazioni conservatrici all'interno della nuova organizzazione.
Nel 1893 Susan collaborò con Helen Barrett Montgomery alla formazione di un capitolo dell'Unione educativa ed industriale della donna (Woman's Educational and Industrial Union, WEIU) a Rochester e, di nuovo, nel 1898, per la raccolta di fondi per promuovere l'accesso delle donne all'Università di Rochester, un obiettivo che venne raggiunto nel 1900. In collaborazione con la Stanton, Matilda Joslyn Gage e Ida Husted Harper, la Anthony pubblicò La storia del suffragio femminile (4 voll., New York, 1884–1887). Susan strinse amicizia anche con Josephine Brawley Hughes, una sostenitrice dei diritti delle donne e dell'abolizione dell'alcol in Arizona, e con Carrie Chapman Catt, che la Anthony appoggiò per la presidenza della NAWSA quando si ritirò formalmente nel 1900.

## Riconoscimenti

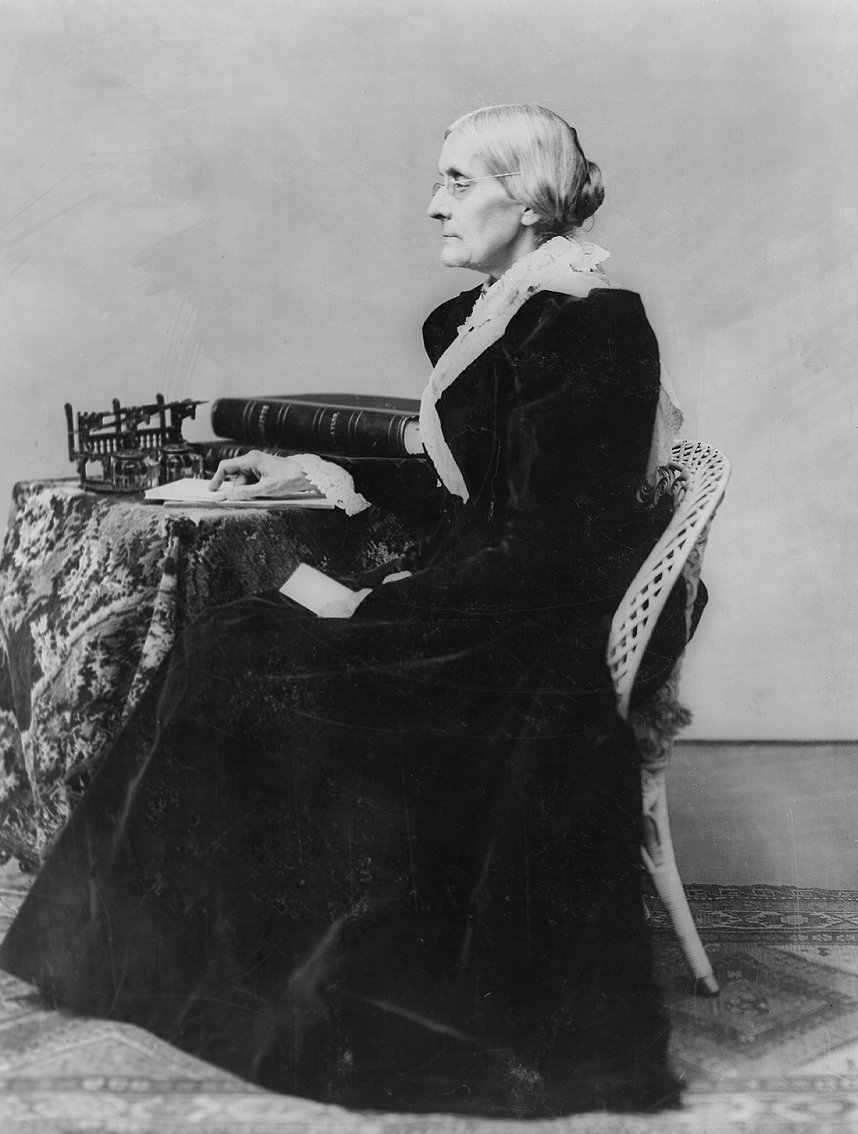
Susan Brownell Anthony, in età avanzata

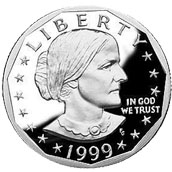
Una moneta da un dollaro con l'effigie di Susan B. Anthony

- Susan B. Anthony, che morì 14 anni, 5 mesi e 5 giorni prima dell'approvazione del Diciannovesimo Emendamento che concedeva il diritto di voto alle donne, fu onorata come la prima donna americana reale (cioè non allegorica) la cui effigie fu riprodotta su monete circolanti degli Stati Uniti, apparendo sul cosiddetto "dollaro di Susan B. Anthony". La moneta, approssimativamente delle dimensioni di un quarto di dollaro, fu coniata solo per quattro anni (1979, 1980, 1981 e 1999).
- La casa natale della Anthony ad Adams fu acquistata nell'agosto 2006 da Carol Crossed, che ha fondato il capitolo di New York dei Democratici d'America per la vita (Democrats for Life of America) ed è affiliata alle Femministe per la vita (Feminists for Life).[5]
- La casa in cui la Anthony trascorse l'infanzia a Battenville (stato di New York) fu iscritta nel National Historic Register nel 2007 e nel New York State Historic Register nel 2006 grazie all'interessamento di un'appassionata di storia, Helise Flickstein, che riuscì a conquistare alla causa anche alcuni uomini politici.[6]

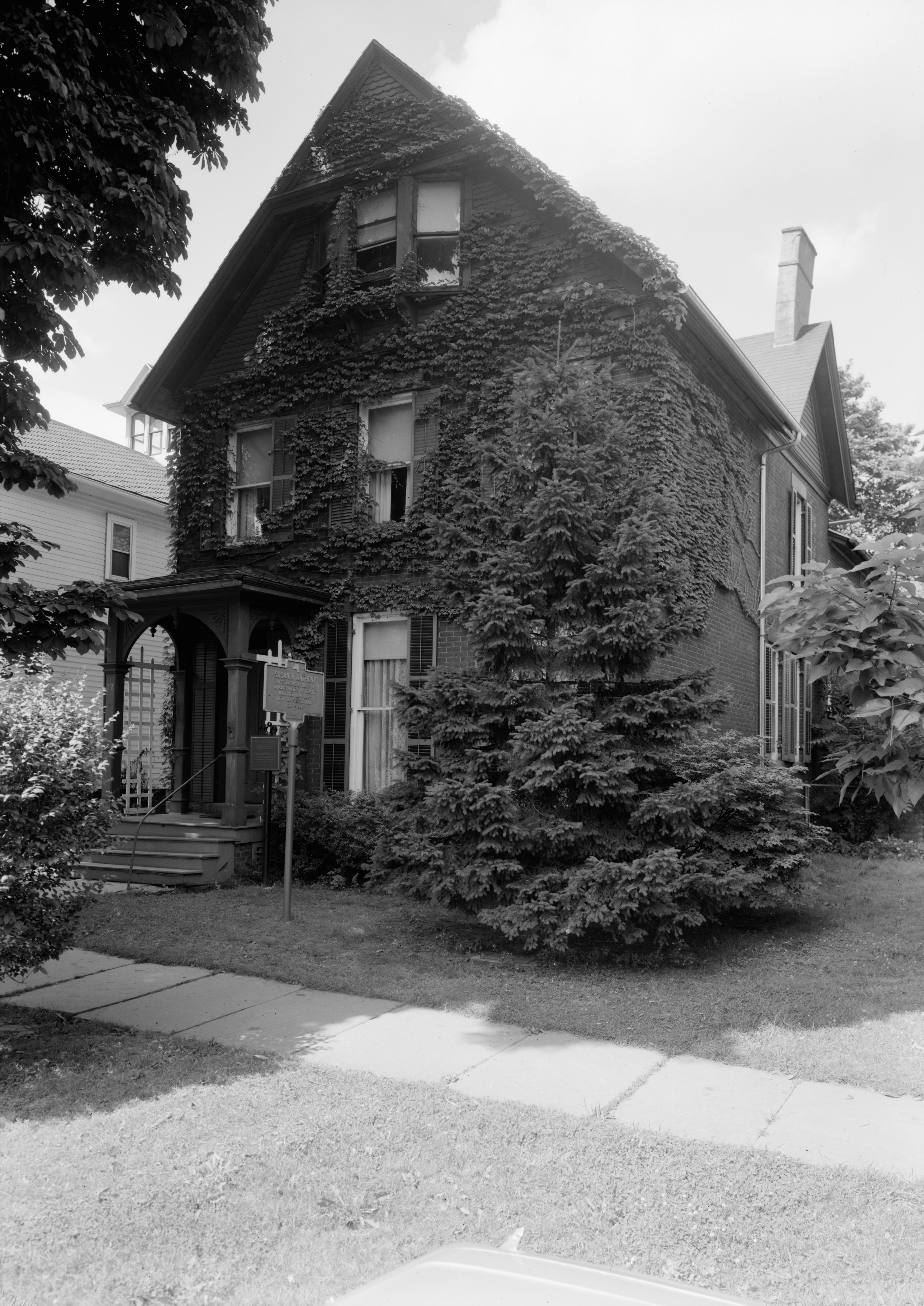
Una foto del 1967 della casa di Susan B. Anthony

- La casa di Susan B. Anthony a Rochester fu dichiarata monumento storico nazionale (National Historic Landmark) nel 1965 ed è ora amministrata come un museo.[7]
- Il compositore statunitense Virgil Thomson e la poetessa Gertrude Stein scrissero un'opera, dal titolo The Mother of Us All (La madre di tutti noi), che esplora astrattamente la vita e la missione della Anthony.
- È commemorata in una scultura di Adelaide Johnson al Campidoglio di Washington, inaugurata nel 1921.
- Nell'agosto 2020 è stato inaugurato a Central Park un monumento dedicato alle pioniere dei diritti delle donne. Il monumento in bronzo raffigura Sojourner Truth, Susan B. Anthony e Elizabeth Cady Stanton. Si tratta del primo monumento del parco in onore di donne vere.[8]